# Cherbezatina ferruginea
Cherbezatina ferruginea är en skalbaggsart som beskrevs av Marc Lacroix 1993. Cherbezatina ferruginea ingår i släktet Cherbezatina och familjen Melolonthidae. Inga underarter finns listade i Catalogue of Life.